# Pectinariidae
Pectinariidae zijn een familie van borstelwormen uit de onderorde van de Terebellomorpha. De wetenschappelijke naam van de familie werd voor het eerst geldig gepubliceerd in 1866 door Armand de Quatrefages.

## Taxonomie
De volgende geslachten zijn bij de familie ingedeeld:
- Amphictene Savigny, 1822
- Cistenides Malmgren, 1866
- Lagis Malmgren, 1866
- Pectinaria Lamarck, 1818
- Petta Malmgren, 1866

### Nomen dubium
- Ariapithes Kinberg, 1867
- Scalis Grube, 1846

### Synoniemen
- Cistena Leach, 1816 => Pectinaria Lamarck, 1818